# Mosquée Gül
La mosquée Gül (en turc : Gül Camii; litt : mosquée de la Rose), est une ancienne église grecque orthodoxe convertie en mosquée après la conquête ottomane. Située dans l'actuel district de Fatih d’Istanbul, on l’associe soit avec l’église dédiée à sainte Théodosie (en grec : Μονή τής Άγιας Θεοδοσίας εν τοις Δεξιοκράτους, Monē tis Hagias Theodosias en tois Dexiokratous) soit avec l’église du Monastère du Christ Evergète (en grec : Μονή του Χριστού του Ευεργέτου, Monē tou Christou tou Euergetou; litt : Christ le Bienfaiteur). Sur le plan architectural, elle est avec la mosquée Eski Imaret et l’église-mosquée de Vefa l’une des plus importantes églises byzantines à plan centré de l’ancienne Constantinople.

## Emplacement
La mosquée est située dans  le quartier Fatih d’Istanbul, quartier qui correspond à la Constantinople prise par Mehmet le Conquérant, le 29 mai 1453. Elle se trouve dans le voisinage de Ayakapi (litt : la Porte du Saint), le long de Vakif Mektebi Sokak, à la fin d’une vallée qui séparait les quatrième et cinquième collines de Constantinople. Grâce à son emplacement, elle offre une vue panoramique sur la Corne d’Or.

## Identification
L’édifice est l’un des plus importants bâtiments religieux de l’époque byzantine encore existant, mais la date de son érection et de sa dédicace, considérée longtemps comme certaine  est maintenant remise en question, de même que son identification qui l’associe soit à l’église Sainte-Théodosie, soit à celle du monastère du Christ Évergète.
Depuis l’étude que lui a consacré Stephan Gerlach à la fin du XVe siècle, l’église avait traditionnellement été identifiée comme  faisant partie du couvent de Sainte Théodosie (en grec : Μονή τής Άγιας Θεοδοσίας εν τοις Δεξιοκράτους / Monē tis Hagias Theodosias en tois Dexiokratous). Au début du XXe siècle, Jules Pargoire suggéra plutôt qu’il s’agissait de l’église Hagia Euphēmia en tō Petriō, construite durant le règne de Basile Ier (r. 867-886). Toutefois, des études faites par l’archéologue allemand Hartmut Schäfer dans les années 1960 mirent de l’avant une date d’érection plus tardive, soit entre la fin du XIe siècle et la première moitié du XIIe siècle, plaçant l’édifice dans la période coménienne, et l’identifiant à titre d’hypothèse à l’église du monastère du Christ Évergète (Μονή του Χριστού του Ευεργέτου / Monē tou Christou tou Euergetou),Selon diverses sources, l’église de Hagia Theodosia aurait été située à proximité du monastère du Christ Évergète. Selon lui, s’il est impossible que l’actuelle mosquée Gül ait été l'édifice où le corps de sainte Théodosie fut déposé à la fin de la période iconoclaste, on ne doit pas exclure la possibilité que l’église ait été dédiée à sainte Théodosie à une période plus tardive .

## Histoire

### Période byzantine

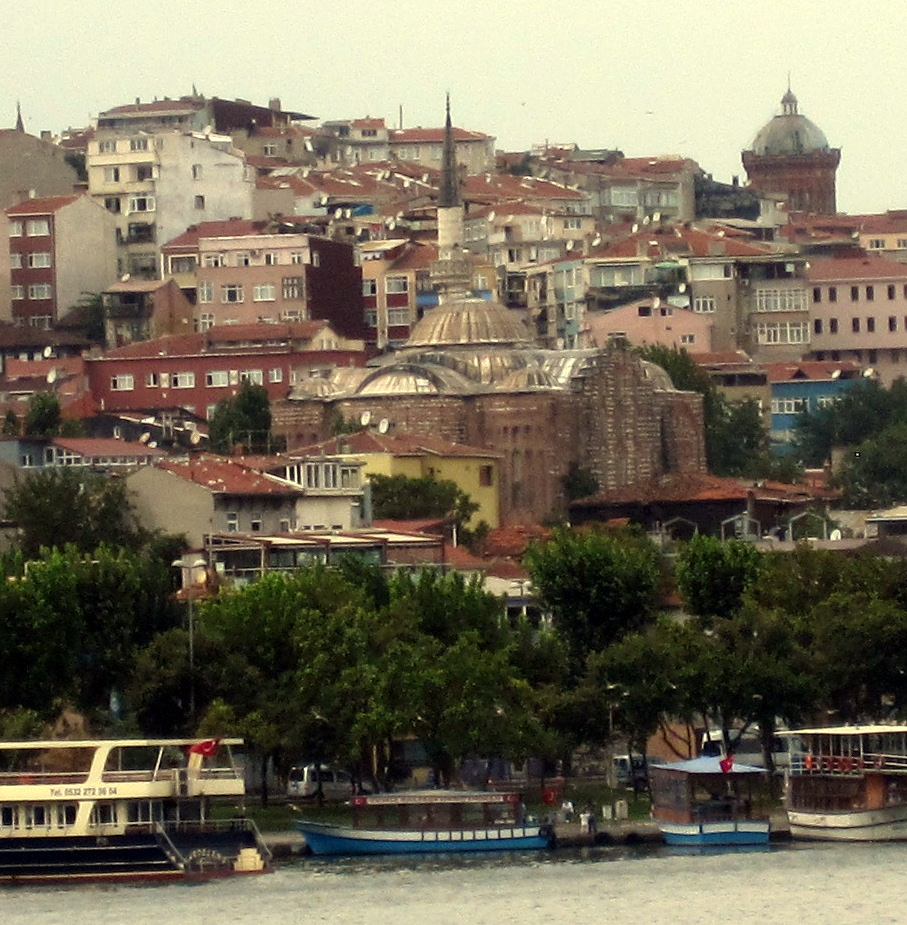
La mosquée Gül vue du pont Atatürk sur la Corne d’Or.

Le 19 janvier 729, au tout début de la période iconoclaste, l’empereur Léon III l’Isaurien (r. 717 – 741) ordonna que l’image du Christ située au-dessus de la Porte Chalkē, qui permettait l’entrée au Grand Palais de Constantinople, soit enlevée ,. Des soldats furent envoyés pour retirer l’image, mais un groupe de femmes au nombre desquelles se trouvait sainte Théodosie s’opposèrent à eux. Cette dernière, en basculant l’échelle sur laquelle était monté un soldat fit tomber celui-ci qui décéda peu après. Théodosie fut alors arrêtée, emmenée au Forum Bovis et exécutée.
Lorsque la période iconoclaste prit fin, Théodosie fut honorée comme martyre et sainte; son corps fut conservé et vénéré dans l’église Hagia Euphemia en tō Petriō, à laquelle se référait Jules Pargoire, située dans le quartier Dexiokratiana, du nom du fondateur ou d’un grand propriétaire nommé Dexiokrates . L’église et le couvent qui lui était adjacent furent construits par l’empereur Basile Ier (r. 867 - 886). Quatre de ses filles y devinrent religieuses et y furent inhumées. Hagia Euphemia était située tout près du monastère du Christ Evergète dont on ignore la date de fondation. On sait seulement qu’il fut restauré par le protosebaste Jean Comnène, fil d’Andronic Ier Comnène (r. 1183 – 1185) et frère du coempereur Jean qui mourut à la bataille de Myriokephalon en 1176 .
La première référence que l’on ait de cette église est contenue dans le rapport que l’archevêque Antoine de Novgorod fit de son pèlerinage à Constantinople en 1200 : « Dans un couvent de femmes se trouvent les reliques de sainte Théodosie, dans une châsse ouverte en argent ». Un autre pèlerin de Novgorod en 1350, se réfère  à ce couvent comme à celui de sainte Théodosie : « Nous allâmes vénérer la sainte vierge Théodosie que (pécheurs) nous embrassâmes; il y a un couvent à son nom au borde de la mer ».
Le 12 avril 1204, au cours de la quatrième croisade, la flotte latine vint s’amarrer devant le monastère du Christ Évergète avant d’attaquer la ville. Après la chute de la ville, de nombreuses reliques conservées dans l’église furent emportées par les croisés et dispersées à travers l’Europe.
Avec le temps, le culte de sainte Théodosie prit de l’ampleur jusqu’à ce que, après le XIe siècle, une église lui soit dédiée. La fête de sainte Euphémie étant célébrée le 30 mai, et celle d’une autre sainte Théodosie, de Tyr celle-là, tombant le 29 mai, ce jour devint celui de Hagia Theodosi hē Konstantinoupolitissa (litt : sainte Théodosie de Constantinople). Le nom de l’église apparait pour la première fois en 1301; quant à elle, l’église Hagia Euphemia n’est plus mentionnée après le XIe siècle .
Théodosie devint l’une des saintes les plus vénérées de Constantinople et était spécialement invoquée par les infirmes. Sa renommée fut accrue par la guérison miraculeuse d’un sourd-muet en 1306. De nombreux pèlerins russes qui visitèrent Constantinople aux XIVe siècle et XVe siècle mentionnent l’église, la confondant quelques fois avec celle du Christ Évergète située tout près, confusion pouvant provenir du fait qu’en raison de ses petites dimensions, il était quelques fois nécessaire de tenir les cérémonies à l’église du Christ Évergète qui pouvait accueillir des foules plus importantes. Deux fois par semaine une procession se tenait à proximité pendant laquelle les reliques de la sainte étaient suivies par une grande foule de malades priant pour leur guérison.
La dernière mention de l’église date du 28 mai 1453. En ce jour, fête de la sainte, mais aussi veille de la chute de l’Empire byzantin, l’empereur Constantin XI (r. 1405 – 1453) et le patriarche allèrent prier dans cette église qui, pour l’occasion, était ornée de guirlandes de roses. Immédiatement après, l’empereur quitta l’église pour aller au combat pendant que de nombreuses personnes demeuraient dans l’église pour prier Dieu de protéger la cité. Au matin, les troupes ottomanes firent leur entrée dans la ville, atteignirent l’édifice toujours décoré de roses et capturèrent tous les fidèles qui y étaient restés, les considérant comme prisonniers de guerre. Selon la tradition populaire, ceci serait à l’origine du surnom donné à la mosquée, « Mosquée des Roses ». Les reliques furent éparpillées et le corps de la sainte donné aux chiens pour être dévoré.

### Période ottomane

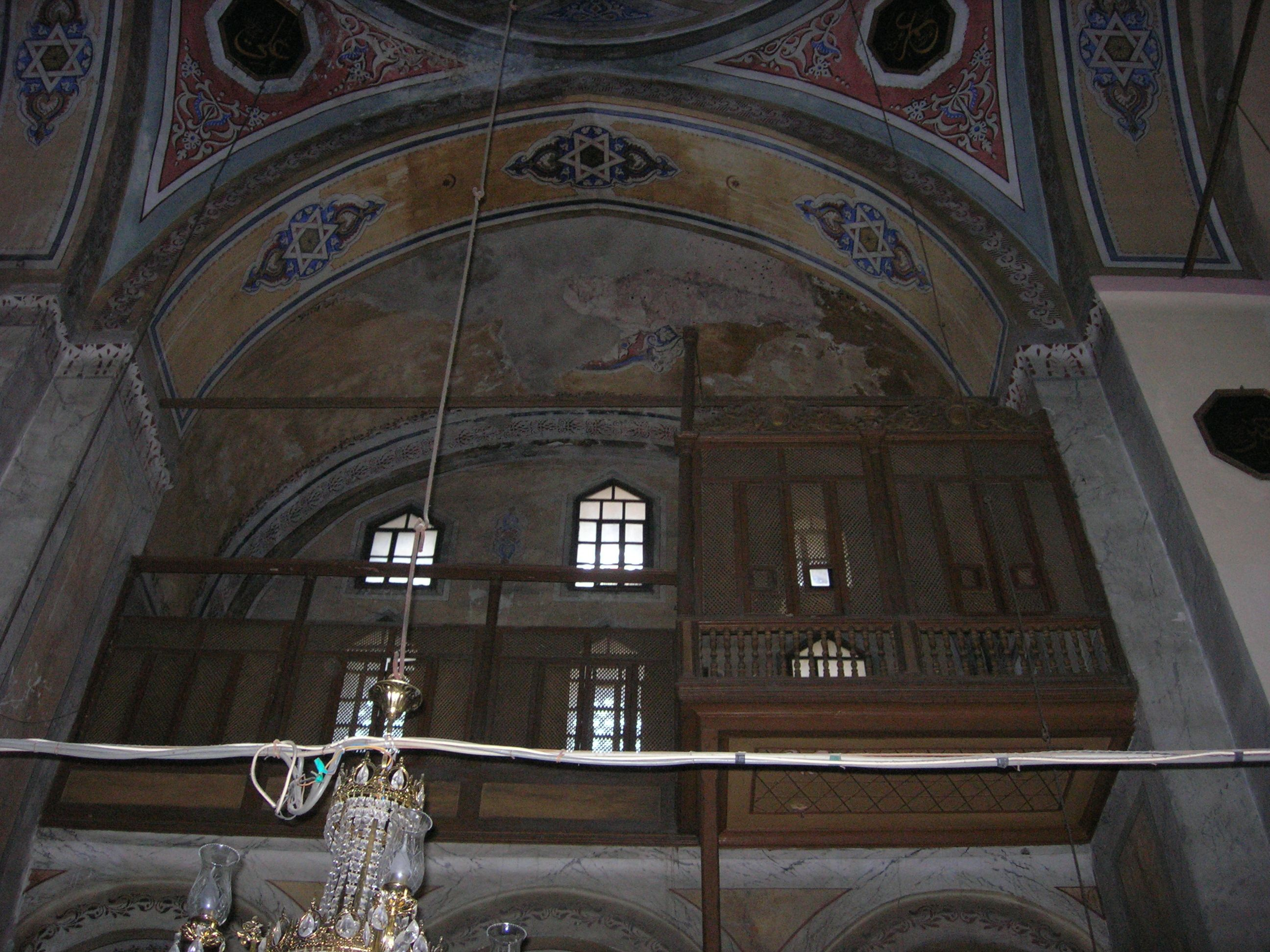
La galerie au sud-ouest avec la chambre boisée du sultan.

Après la conquête ottomane, le sous-sol de l’église qui était entre-temps tombée en ruines (On ignore si ce fut à la suite de la conquête de la cité ou en raison d’un tremblement de terre ), fut converti en chantier naval. Près de cet édifice, Seyhülislam Molla Hüsrev Mehmet Effendi (mort en 1480) érigea un vakuf (institution charitable), une petite mosquée (Küçük Mustafa Paşa Mescidi) et un bain public (Küçük Mustafa Paşa Hamamı) qui existent encore de nos jours .
L’église devait être restaurée en 1490 et convertie en mosquée. Un minaret fut érigé entre 1566 et 1574 pendant le règne de Selim II (r. 1566-1574) par Hassam Pasha, un fournisseur de la marine ottomane. Entre 1573 et 1578, au cours d’un séjour à Istanbul, le missionnaire allemand Stephan Gerlach visita la mosquée qu’il associa à l’église de Hagia Theodosia. Au cours du même siècle, la mosquée abrita également le saint homme Gül Baba qui y fut inhumé . Il est possible que la mosquée lui doive son nom.
Au cours des XVIIe siècle et XVIIIe siècle la partie supérieure de l’édifice fut grandement endommagée par des tremblements de terre jusqu’à sa restauration par le sultan Murad IV (1623 – 1640). Celui-ci fit refaire le dôme et ses pendentifs, presque toute la partie ouest de l’édifice, les voutes des coins sud-ouest et nord-ouest, ainsi que le minaret.
L’édifice échappa au terrible incendie qui ravagea le quartier en 1782 et fut à nouveau restauré par le sultan Mahmoud II (r. 1808 – 1839) qui y ajouta la chambre boisée du sultan.

## Architecture

### Extérieur

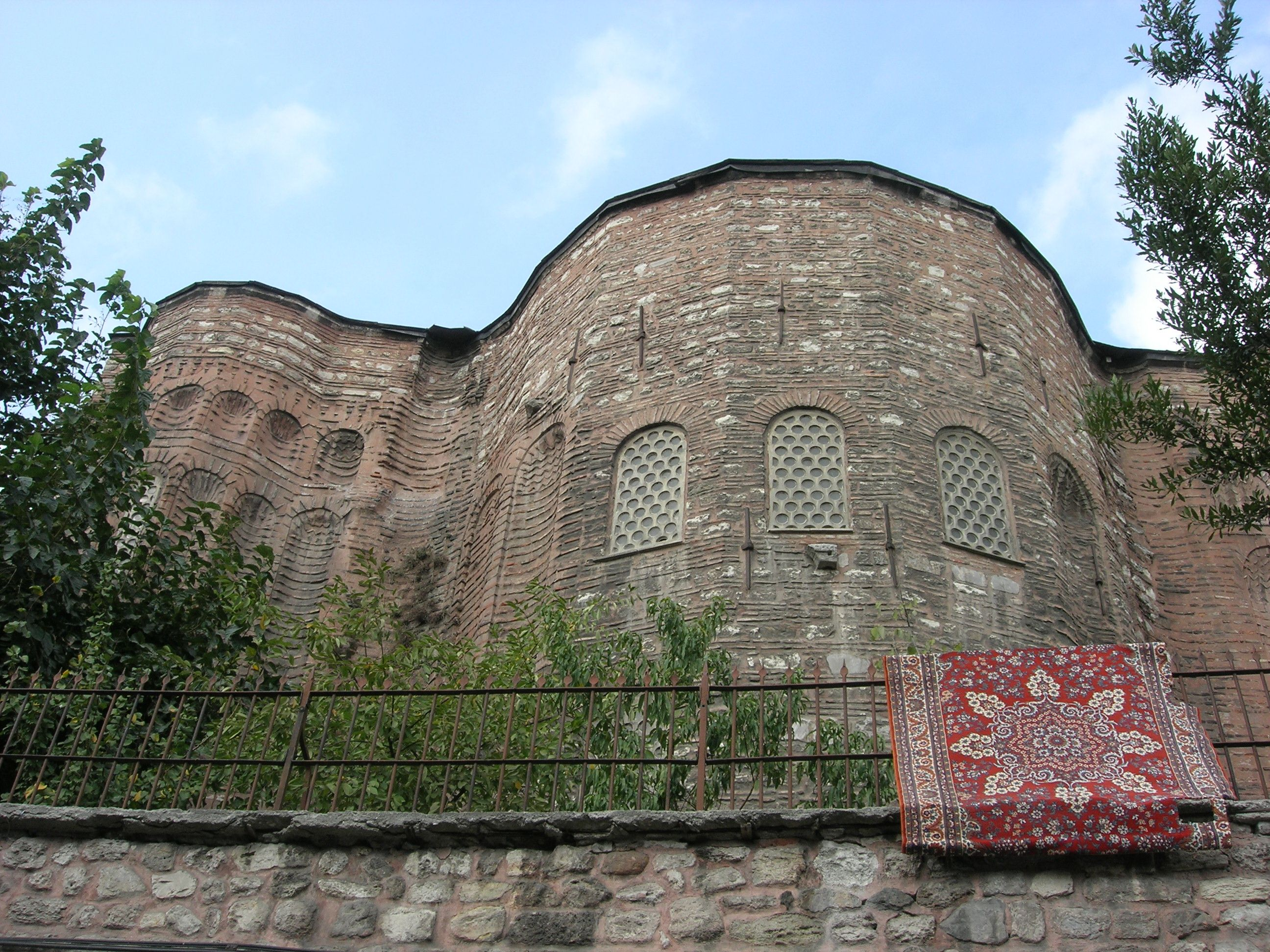
Détail de l’abside vu du sud-est. On notera la différence de maçonnerie entre les parties byzantine (en bas) et les additions ottomanes (haut).

L’édifice a subi des rénovations importantes depuis qu’il a été converti en mosquée et on doit prendre soin de distinguer entre la structure originelle et les modifications architecturales subséquentes. Ainsi, le *dôme principal, les *arcs et les *piliers sont manifestement des reconstructions ottomanes de même que les pignons et le mur ouest.
L’édifice repose sur un haut sous-sol vouté, utilisé également à l’époque byzantine à des fins autres que religieuses. La maçonnerie de ce sous-sol est construite selon la technique de la « brique encastrée », typique de la période intermédiaire de l’architecture byzantine. Dans cette technique, des rangées de briques, encastrées derrière la ligne du mur, sont superposées dans un lit de mortier dont l’épaisseur est d’environ trois fois celle des briques.
L’édifice adopte un *plan-centré  en *croix grecque orienté du nord-ouest au sud-est. Il mesure 26 mètres de long sur 20 mètres de large et est surmonté de cinq *dômes, l’un au-dessus de la nef centrale, les quatre autres, plus petits, placés aux quatre coins. Le *dôme central dépourvu de tambour et de fenêtres date de la période ottomane, tout comme les arches qui le supportent.
L’extérieur offre un aspect impressionnant. Sur la façade sud-est (voir image), l’*abside centrale dotée de sept pans, et les *absides latérales dotées de trois, se projettent avec puissance à l’extérieur. L’*abside centrale semble être une addition datant de l’époque byzantine, car il y manque les quatre niveaux de cinq *niches ornée de motifs ornementaux qui se déploient sur les *absides latérales. Une *corniche court le long des *niches.
Le style de l’*abside ressemble fortement à celui de l’église du Christ Pantocrator et s’ajoute aux arguments en faveur d’une datation tardive de l’édifice.

### Intérieur

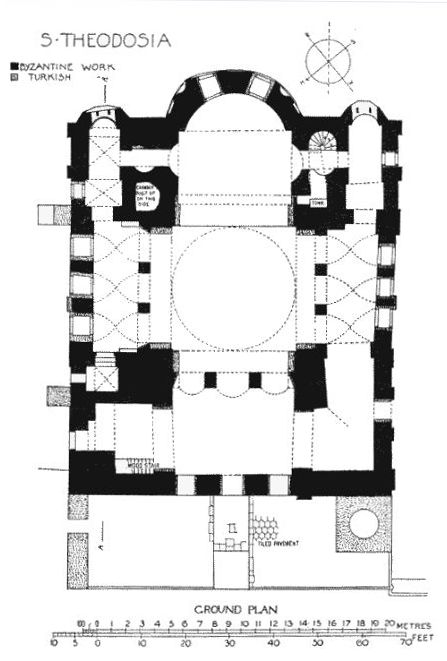
Plan du rez-de-chaussée de l’église selon Van Millingen, « Les églises byzantines de Constantinople »,.

L’intérieur de l’église fut recouvert de plâtre et décoré au XVIIIe siècle. On y entre par un porche de bois donnant accès à un *narthex bas surmonté d’une *voute en berceau. Une *arcade faite de trois arches permet d’entrer dans une grande *nef flanquée de *galeries formant les côtés latéraux de la croix. Elles reposent sur une triple arcade supportée par quatre *piliers. La *nef se termine par une large *abside flanquée de deux plus petites. L’orientation sud-est de l’abside principale a permis d’y ériger le *mihrab.
Chaque galerie se termine par une petite chapelle située respectivement au-dessus de la *proscomidie et du *diaconon. Les deux chapelles sont surmontées par un *dôme hémisphérique érigé directement sur les *pendentifs. La lumière entre dans l’édifice par cinq rangées de fenêtres dont trois au niveau des galeries. Certaines fenêtres datent de la période ottomane.
Dans les deux *piliers supportant les *dômes à l’est sont taillées deux petites enceintes. Celle du sud-est contiendrait la tombe du saint ottoman Gül Baba. Au-dessus de l’entrée se trouve l’inscription, en turc ottoman : « Tombe de l’Apôtre, disciple de Jésus. Qu’il repose en paix », ce qui démontre l’existence d’un syncrétisme religieux dans l’Istanbul du XVIe siècle . Il est possible que cette chambre ait contenu originellement le tombeau de sainte Théodosie. Au XIXe siècle est née une légende selon laquelle l’un des *piliers contiendrait celle du dernier empereur de Byzance.
La mosquée Gül est, avec la mosquée Eski Imaret et l’église-mosquée de Vefa l’une des plus importantes églises à plan centré d’Istanbul.

## Glossaire

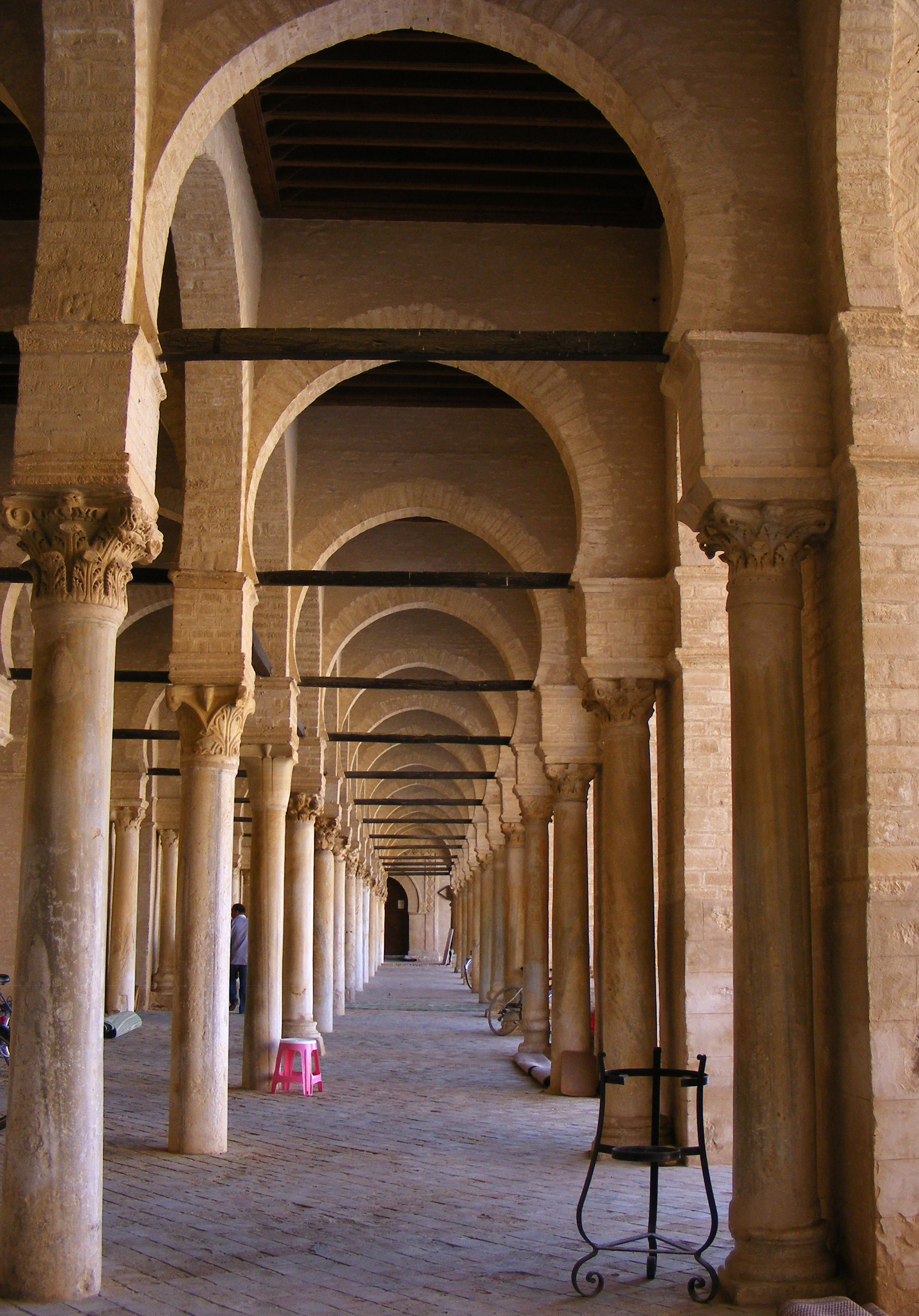
Arcade dans la grande mosquée de Kairouan.

- Abside[20] : Extrémité de la nef en forme de demi-cercle, voutée en forme de coquille.

- Arcade : Ici : baie libre sans fermeture formée d'un arc et de ses montants. Aussi : série d'arcs et piliers.

- Arc : Élément de construction dont le profil est celui d’une telle courbe et qui soutient un mur au-dessus d’une baie.

- Corniche : Membre saillant d’architecture qui sert à couronner le sommet d’un mur.

- Coupole : Voûte hémisphérique, de profil semi-circulaire, elliptique ou polygonal, parfois exhaussée par un tambour. La calotte est la partie supérieure de la coupole. La toiture de cette voûte est un dôme.

- Croix grecque : Croix à quatre branches égales.

- Diaconom : Aussi appelé sacristie, petite chapelle abritant les objets du culte ainsi que les habits sacerdotaux.

- Dôme : Voir « coupole ».

- Galerie : Passage (souvent fort étroit) couvert, placé soit à l’intérieur, soit à l’extérieur d’un édifice et servant de passage d’un lieu à un autre.

- Mihrab : Niche architecturale qui indique la qibla, c'est-à-dire la direction de la kaaba à La Mecque vers où se tournent les musulmans pendant la prière.

- Narthex : Galerie ou portique intérieur placé à l’entrée d’une église.

- Nef : Partie antérieure d’une église comprise entre la façade principale et le sanctuaire.

- Niche : Enfoncement pratiqué dans l’épaisseur d’un mur afin de pouvoir y placer une statue ou un objet.

- Pendentif : Espace triangulaire ou triangles concaves placé dans les angles d’une tour carrée couronnée par une coupole; ils prolongent la surface de la coupole et viennent se raccorder aux murs.

- Pilier : Colonne maçonnée et non circulaire transférant verticalement les charges reçues vers les fondations.

- Plan centré : Plan d’église massé (circulaire ou polygonal) par opposition à l'église à plan basilical (voir illustration). Ce type de plan s'accompagne souvent d'une coupole.

- Proscomidie : Petite chapelle où est située la table utilisée pour préparer les Saints Dons destinés à la Divine Liturgie.

- Voute en berceau : La plus simple des voutes; elle est faite d’un arc de cercle prolongé en cylindre dont la directrice est une droite.